# Cérémonie d'ouverture des Jeux paralympiques d'été de 2016
La cérémonie d'ouverture des Jeux paralympiques d'été de 2016 a eu lieu dans la soirée du 7 septembre 2016 au stade Maracanã à Rio de Janeiro.

## Préparatifs
Le thème de la cérémonie était « Tout le monde a un cœur ». Écrivain et directeur, Marcelo Rubens Paiva a déclaré que la cérémonie se concentrerait sur « l'humanité, sur la condition humaine, sur les sentiments, les difficultés, la solidarité, l'amour, le cœur » et « susciterait l'émotion, des rires et des larmes ». Au moins 2 500 personnes ont participé à la cérémonie, dont 500 professionnels et 2 000 bénévoles.
Le 2 septembre 2016, le directeur Fred Gelli a révélé que la cérémonie inclura la snowboardeuse d'US Paralympic et candidate de Danse avec les Stars Amy Purdy et sa danse inspiré de la samba. Parmi les grandes préoccupations financières entourant les Jeux, le directeur Flávio Machado a affirmé que le budget de la cérémonie était « assez pour faire ce que nous avons voulu créer », ajoutant que « Ce n'était pas un problème et ça ne va pas être une excuse ».
Le président du Comité international olympique Thomas Bach a été absent de la cérémonie d'ouverture, devant assister aux funérailles de Walter Scheel. C'est la première fois depuis 1984 que l'actuel président du CIO n'a pas assisté à la cérémonie d'ouverture des Jeux paralympiques. Le délégué au handicap du CIO Sam Ramsamy a assisté à la cérémonie à la place de Thomas Bach.

## Cérémonie

### Pré-show de divertissement
Avant la cérémonie, les mascottes de Rio 2016, Vinicius et Tom, ont fait des apparitions, avec Vinicius réalisant une parodie de la danse de Gisele Bündchen, présente lors de la cérémonie d'ouverture des Jeux olympiques.

### Prologue

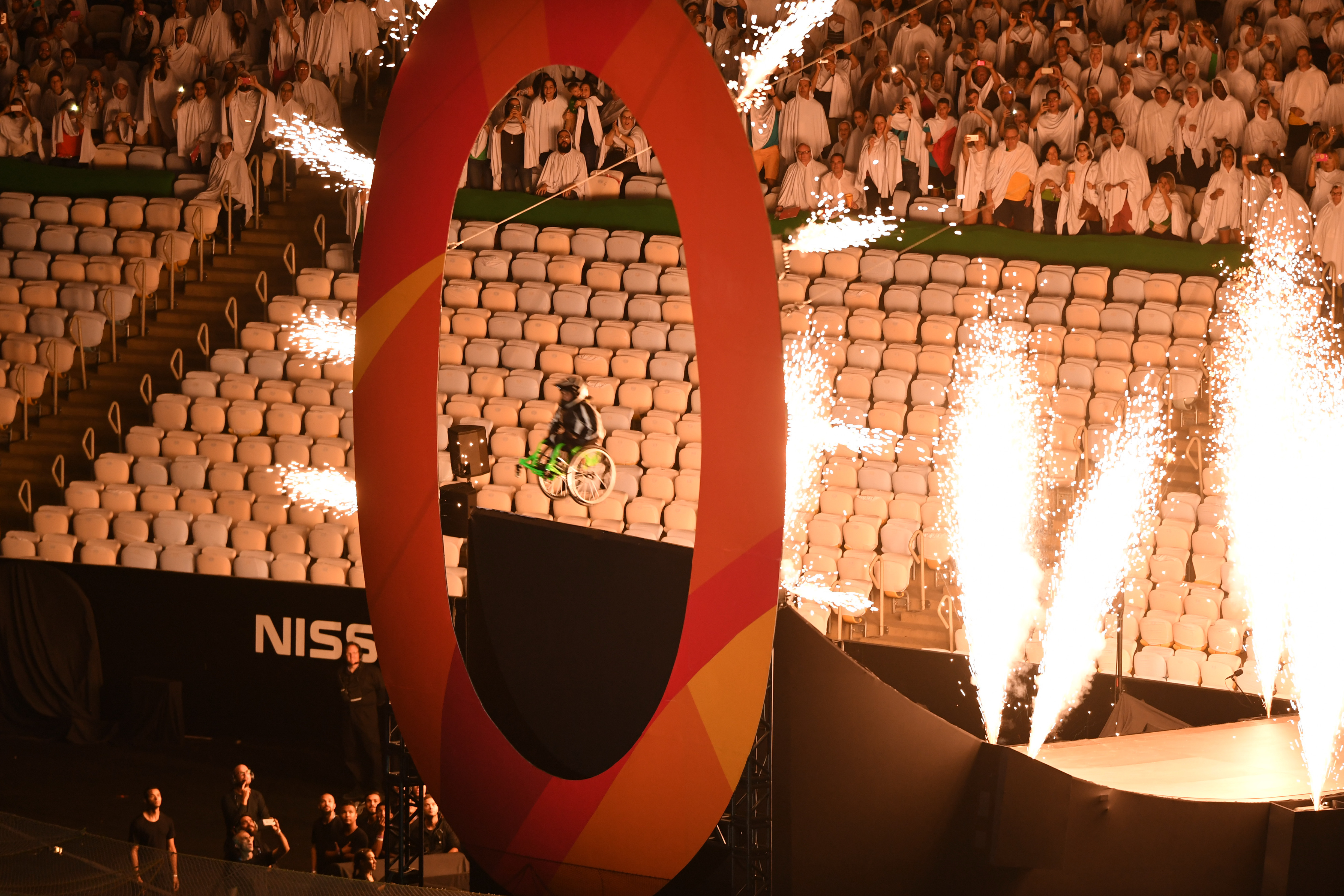
Aaron Fotheringham entrant dans le stade sur une rampe.

La cérémonie a débuté avec un message enregistré de Phillip Craven, président du Comité International Paralympique,. Un compte à rebours de 10 secondes est apparu depuis le pont supérieur du stade. À la fin du compte à rebours, le fauteuil roulant du cascadeur Aaron "Wheelz" Fotheringham a roulé vers le bas d'une rampe d'accès et a sauté à travers un grand chiffre « 0 » pour atterrir en backflip sur un coussin d'air. La cérémonie s'est poursuivie avec de la samba réalisée par des artistes en fauteuil roulant.
Il s'est ensuivi un hommage aux plages de Rio avec un numéro de surf, réalisé par des athlètes en planche à roulettes, avec l'apparition notable du nageur paralympique brésilien Daniel Dias. Enfin, il y a eu un hommage à l'influence de la culture africaine au Brésil. Le Hino Nacional Brasileiro a été joué au piano par João Carlos Martins, tandis que des artistes interprètes ou des exécutants eux-mêmes ont formé le drapeau du Brésil,,.

### Défilé des nations

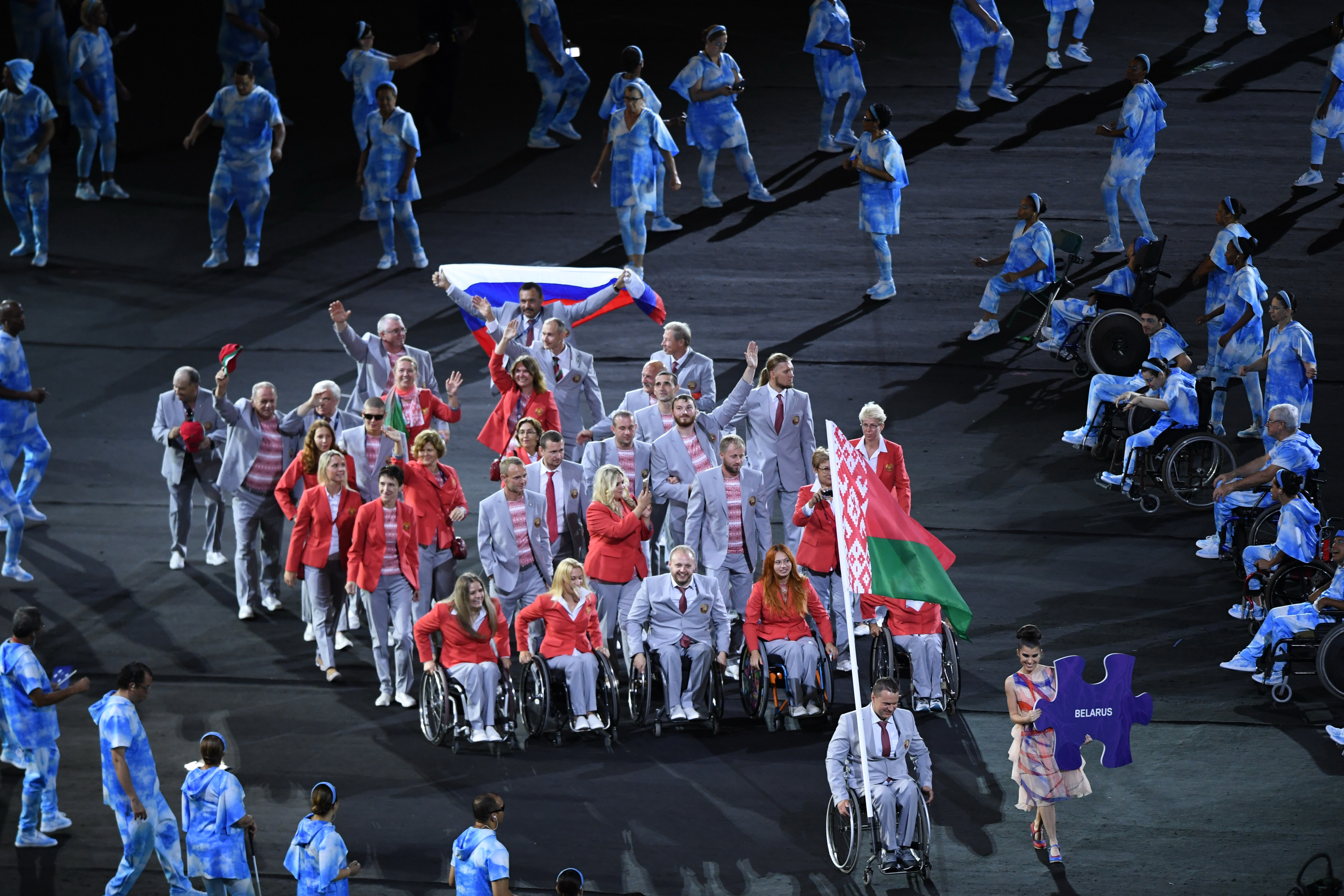
La délégation biélorusse lors du Défilé des Nations, portant son drapeau ainsi que celui de la Russie, en signe de protestation à sa non-participation aux Jeux.

Les délégations représentant les 161 comités nationaux paralympiques ont défilé dans le stade, dirigé par les athlètes indépendants. Chaque délégation est accompagnée par une personne portant un panneau en forme de pièce de puzzle avec le nom du pays en portugais. Le derrière de chaque pièce a été décoré avec les photos des athlètes participants. Pour protester contre l'interdiction de la Russie de participer aux Jeux à la suite d'un scandale de dopage, la délégation biélorusse a été vue portant le drapeau de la Russie, alors que le drapeau leur avait été confisqué à l'entrée du stade,,,,. Quand tous les pays sont entrés, les pièces du puzzle ont été rassemblées sur le sol du stade pour former une grande mosaïque en forme de cœur humain. À la fin de la parade, une image d'un cœur qui bat a été projetée dans le stade,.

### Ouverture
L'entrée des athlètes a été suivie par le discours d'ouverture du Comité d'Organisation de Rio 2016, présidé par Carlos Arthur Nuzman, qui a invité les athlètes à « jouer correctement, à respecter les règles et, surtout, à avoir du plaisir tout en faisant de leur mieux ». Au cours de son discours, Nuzman été hué par les fans après qu'il a remercié les gouvernements locaux pour leurs contributions aux Jeux. Le discours de Nuzman a été suivi par un discours du président de l'IPC, Phillip Craven, dans lequel il invitait les spectateurs à « voir le vrai sens du mot sport » et la « vraie définition de capacité », expliquant que « dans un pays qui a fait face à des défis majeurs, les Jeux paralympiques offrent un éventail infini de possibilités ». Les Jeux ont été officiellement ouvert par le président du Brésil, Michel Temer, après la procédure de destitution de Dilma Rousseff. Temer a également été hué,,,,.

### Hommages

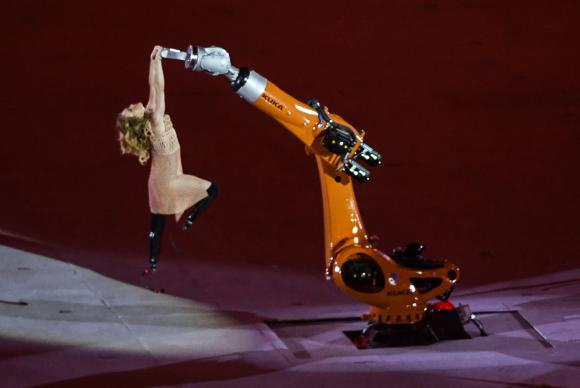
Amy Purdy dansant à côté d'un bras de robot.

Une partie du show de la Cérémonie représentait des danseurs habillés en noir tenant des bâtons de lumière, suivi par un numéro de danseur malvoyant,,, puis d'une partie réalisée pour rendre hommage aux sports qui seraient présentés pendant les Jeux. L'emblème des Jeux paralympiques a été projeté sur le sol du stade, le drapeau  des Jeux a été apporté par les membres de l'Associação de Assistência à Criança Deficiente (une organisation pour les jeunes handicapés), et un numéro avec des athlètes paralympiques a été joué alors que le drapeau était dressé. À la suite de ces représentations, Amy Purdy a aussi procédé à un numéro de danse, rejoint par un bras robotique pour symboliser la coexistence de l'être humain avec la technologie,.

### Flamme paralympique
Comme la pluie était tombée sur le Maracanã, la flamme paralympique a été amenée dans le stade par le sprinter Antônio Souza, qui a passé le flambeau à Marcia Malsar—un participant à de l'édition 1984 des Jeux à Long Island. Malsar a glissé et est tombé sur le sol, laissant aussi tomber la torche. Malsar a cependant passé le flambeau à Ádria Santos qu'il l'a enfin passé au dernier relayeur, le nageur brésilien Clodoaldo Silva. La torche était située au sommet d'une montée de marches, qui a coulissé pour révéler une série de rampes d'accès pour les fauteuils roulants. Silva a monté la rampe et a allumé la flamme paralympique,,. Seu Jorge est entré en scène et a interprété Acredito na Rapaziada du chanteur Gonzaguinha et É preciso saber viver de Roberto Carlos tandis que des feux d'artifice ont illuminé le ciel de Rio.

## Hymnes
- João Carlos Martins - Hymne national du Brésil
- Hymne paralympique